# Ramón de la Fuente Leal
Ramón de la Fuente Leal, becenevén Lafuente (Bilbao, 1907. december 31. – Madrid, 1973. szeptember 15.), spanyol labdarúgócsatár, edző.